# 千葉市立磯辺第一小学校
千葉市立磯辺第一小学校（ちばしりつ いそべだいいちしょうがっこう）は、千葉県千葉市美浜区磯辺にあった公立小学校。

## 概要
磯辺第一小学校は、海浜ニュータウンの磯辺にあった公立小学校で、1979年に開校。全盛期には2000人近く(同校校長室年表参考)の児童が在籍していたが、2006年頃は300人余りであった。
児童数の増加により仮設校舎を使用していた時期もあった。仮設校舎跡地は観察池や藤棚などが設けられていた。2002年ごろから校庭の土を入れ替える工事を行い、一時グラウンドが使用できなかった。
校内には、この地域の埋め立て前に使用されていた道具や写真などの資料が多数展示されている教室があった。管理棟職員室前の壁には同校と周辺地域の大きな年表が設置されていた。

## 沿革
磯辺第一小学校は、1979年に千葉市で98番目の小学校として開校した。開校時の校地面積19,861㎡、校舎面積6,271㎡であった。2013年、磯辺第二小学校・磯辺第四小学校との統合により、35年の歴史に幕を下ろした。

### 年表
- 1979年
  - 4月1日 - 千葉市立磯辺第一小学校開校
  - 4月5日 - 開校式および一学期始業式が行われる
- 1980年3月8日 - 校章が制定される
- 1982年4月1日 - 千葉市立磯辺第四小学校設立に伴い、新2、3、4年生児童の一部移籍
- 1987年4月1日 - 文部省帰国子女教育研究協力校
- 1992年4月1日 - 市指定コンピュータ教育研究協力校となる(～1994年度)
- 1998年4月30日 - 地域ぐるみ教育推進指定校
- 2006年4月1日 - 環境学習モデル校指定
- 2013年
  - 3月22日 - 閉校式
  - 3月31日 - 千葉市立磯辺第一小学校閉校

## 学校統合
磯辺地区には千葉市立磯辺第一小学校から第四小学校までがあったが、児童数減少等により、2013年4月1日に、第一小学校と第二小学校、第四小学校の三校が統合し、千葉市立磯辺小学校となった。千葉市立磯辺小学校の校舎は旧3校の中立の位置にあり、旧第一小学区に隣接している2012年度までの磯辺第四小学校の位置となる。

## 教育目標
- 人間性豊かで活力のある子どもの育成
  - 情操が豊かで思いやりがあり、互いに助け合う子どもを育てる
  - 自主的・創造的に物ごとを考え、自己を高めようとする子どもを育てる
  - たくましい体力と気力をもち、最後までがんばりぬく子どもを育てる[2]

## 学校行事
| - 4月 入学式・始業式 - 5月 運動会 - 6月 農山村留学 | - 7月 全校集会 - 8月 - 9月 全校集会 | - 10月 前期終業式・後期始業式 - 11月 3校合同芸術鑑賞会 - 12月 全校集会 | - 1月 全校集会 - 2月 - 3月 卒業式 |

## 通学区域
- 千葉市美浜区磯辺4丁目と5丁目

## 進学先中学校
- 千葉市立磯辺第一中学校

## 学校周辺

### 学区と周辺
学区は主に磯辺5丁目と4丁目で構成され、学区内には、団地やマンションが多くあり、南側には一戸建ての宅地街も含まれていた。地域の玄関口である京葉線検見川浜駅が徒歩約10分のところにあり、同駅前の大型マンション「パークシティー」も学区であった。学校北側には「花園グラウンド」と呼ばれる広い空き地が存在し、その北側にJR京葉線の高架が走っていた。ガード下には緑地帯があり、そのすぐ横に学童保育の「わかしおこどもルーム」が設置されていた。学校の道を挟んで西側に磯辺教職員住宅があった。

### 主な周辺施設
- 検見川浜駅
- フェリア

## 交通
- JR東日本京葉線 検見川浜駅 徒歩約10分